# Tião Viana
Sebastião Afonso Viana Macedo Neves, ComMM mais conhecido como Tião Viana (Rio Branco, 9 de fevereiro de 1961), é um médico tropicalista e político brasileiro filiado ao Partido dos Trabalhadores (PT). Senador pelo Acre durante dois mandatos, foi presidente do Congresso Nacional em 2007. Foi também governador do mesmo estado.

## Biografia
Graduou-se em medicina na Universidade Federal do Pará, entre 1981 e 1986. Em 1987, concluiu o Curso de Especialização em medicina tropical, do Núcleo de Medicina Tropical da Universidade de Brasília/Faculdade de Medicina do Triângulo Mineiro. No ano seguinte, fez pós-graduação em Clínica Médica no Hospital Universitário de Brasília. 

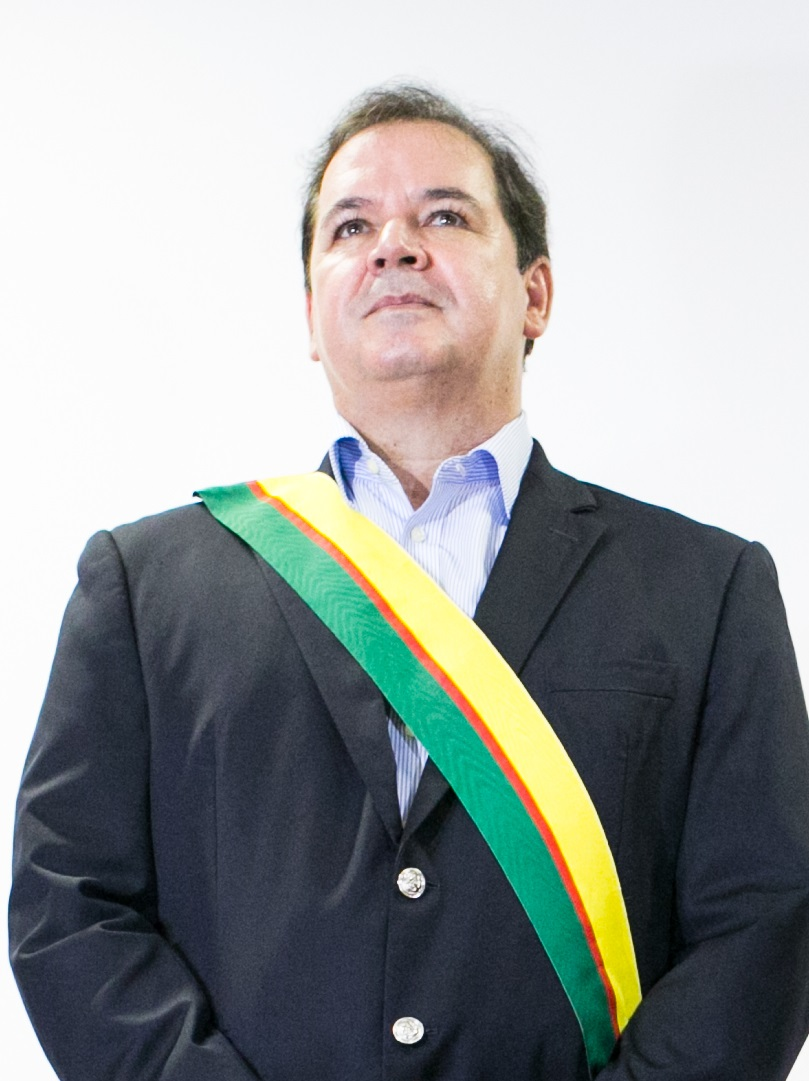
Tião Viana, grão-mestre da Ordem da Estrela do Acre.

Em 1994 entrou em uma disputa eleitoral pela primeira vez, quando foi candidato a governador do Acre, obtendo o 3.º lugar, com 24% dos votos. Em 1998, foi eleito ao Senado Federal, enquanto que seu irmão Jorge Viana foi eleito governador do Acre.
Em 2002, foi admitido à Ordem do Mérito Militar no grau de Comendador especial pelo presidente Fernando Henrique Cardoso.
Quando era vice-presidente da casa, assumiu interinamente a presidência do Senado de 15 de outubro a 11 de dezembro de 2007, quando o então presidente Renan Calheiros afastou-se e, em seguida, renunciou ao cargo. Uma nova votação elegeu Garibaldi Alves Filho, do PMDB, para comandar o Senado.
Em 2007 fez publicamente um elogio a Maçonaria e o papel dela na independência do Brasil.
Em 2013 foi presenteado com o título de membro honorário da maçonaria pelos serviços prestados.
Concorreu à presidência do Senado em fevereiro de 2009, sendo derrotado pelo Senador José Sarney por 49 votos a 32.
Em 3 de outubro de 2010 foi eleito governador do Acre no primeiro turno com 50% dos votos válidos. Seu irmão, Jorge Viana, ex-governador do estado, foi eleito senador no mesmo pleito.
Foi reeleito governador em 2014 com 51,29% dos votos válidos.